# Darling (film, 2007)
Darling je francouzský hraný film z roku2007, který režírovala Christine Carrière jako  adaptaci stejnojmenného románu Jeana Teuléa. Snímek měl premiéru ve Francii dne 7. listopadu 2007.

## Děj
Catherine přezdívaná Darling má těžký život, ale stále sní. Každý záblesk naděje v jejím životě ale přináší novou katastrofu.

## Obsazení
| Marina Foïs     | Catherine Nicolle zvaná Darling |
| Guillaume Canet | Joël Epine zvaný Roméo          |
| Anne Benoît     | Suzanne Nicolle, matka Darling  |
| Marc Brunet     | Georges Nicolle, otec Darling   |
| Sissi Duparc    | Chantal Clément                 |
| Jean Teulé      | ředitel internátu               |
| Guillaume Gouix | bratr Catherine                 |
| Raphaël Bouvet  | Kevin                           |

## Ocenění
- César: nominace v kategoriích nejlepší herečka (Marina Foïs) a nejlepší adaptace (Christine Carrière)